# DeForest Kelley
Jackson DeForest Kelley (Atlanta, Georgia, 1920. január 20. – Woodland Hills, Kalifornia, 1999. június 11.) amerikai színész, leghíresebb szerepe Leonard McCoy hajóorvos a Star Trek című sikeres sorozatban és az azt követő hat filmben.

## Élete
DeForest Kelley a Georgia állambeli Atlantában született, apja Ernest D. Kelley baptista tiszteletes, anyja Clara Casey Kelley. A templomi kórus tagjaként fedezte fel, mennyire vonzódik az énekléshez. Többször is énekelt a helyi rádióban.
Tizenhét évesen Casey bácsikájához költözött a kaliforniai Long Beach-re, itt takarítóként, majd liftesfiúként dolgozott egy szállodában. Nemsokára felfedezte egy helyi színház vezetője. Kelley több színdarabban is szerepelt. 1942-ben kölcsönös vonzalom alakult ki Kelley és egy színdarabbeli partnere, Carolyn Dowling között. A második világháború azonban közéjük állt, Kelley bevonult és Új-Mexikóban szolgált a légierőnél.
1945 szerencsés év volt Kelley számára: a háború véget ért, őt pedig felfedezte a Paramount filmstúdió egyik embere, aki új tehetségek után kutatott, és szerződést kötött vele. Szeptemberben Kelley feleségül vette Carolyn Dowlingot, aki haláláig mellette maradt.
Kelley első filmje a Paramountnál az 1947-ben elkészült „Fear in the Night” volt, melyet több más sikeres film követett, főleg westernek. 1964-ben Kelley szerepet kapott két, Gene Roddenberry által tervezett sorozat nyitóepizódjában is, végül azonban egyik sorozat sem indult el. Ez nem szegte sem Kelley, sem Roddenberry kedvét, és 1966-ban Kelley megkapta dr. McCoy szerepét Roddenberry új sorozatában, a Star Trekben (érdekesség, hogy először Spock szerepét szánták neki, de ő jobbnak tartotta Leonard Nimoyt Spock szerepére). Dr. McCoy lett Kelley leghíresebb szerepe, és élete hátralévő részében nem is szerepelt túl sok más filmben. Star Trek-beli kollégáitól, William Shatnertől és Leonard Nimoytól eltérően nem próbálkozott rendezéssel.
DeForest Kelley 1999-ben hunyt el gyomorrákban.